# Koshtova
Koshtova (albanska: Koshtova, (serbiska: Košutovo) är en by i Kosovo. Den ligger i kommunen Mitrovica. Enligt den senaste folkräkningen år 2011 fanns det 1 702 invånare.

## Demografi
| Demografi | 2011 |
| --------- | ---- |
| albaner   | 1697 |
| bosnier   | 3    |
| okänt     | 2    |